# Polycétide synthase

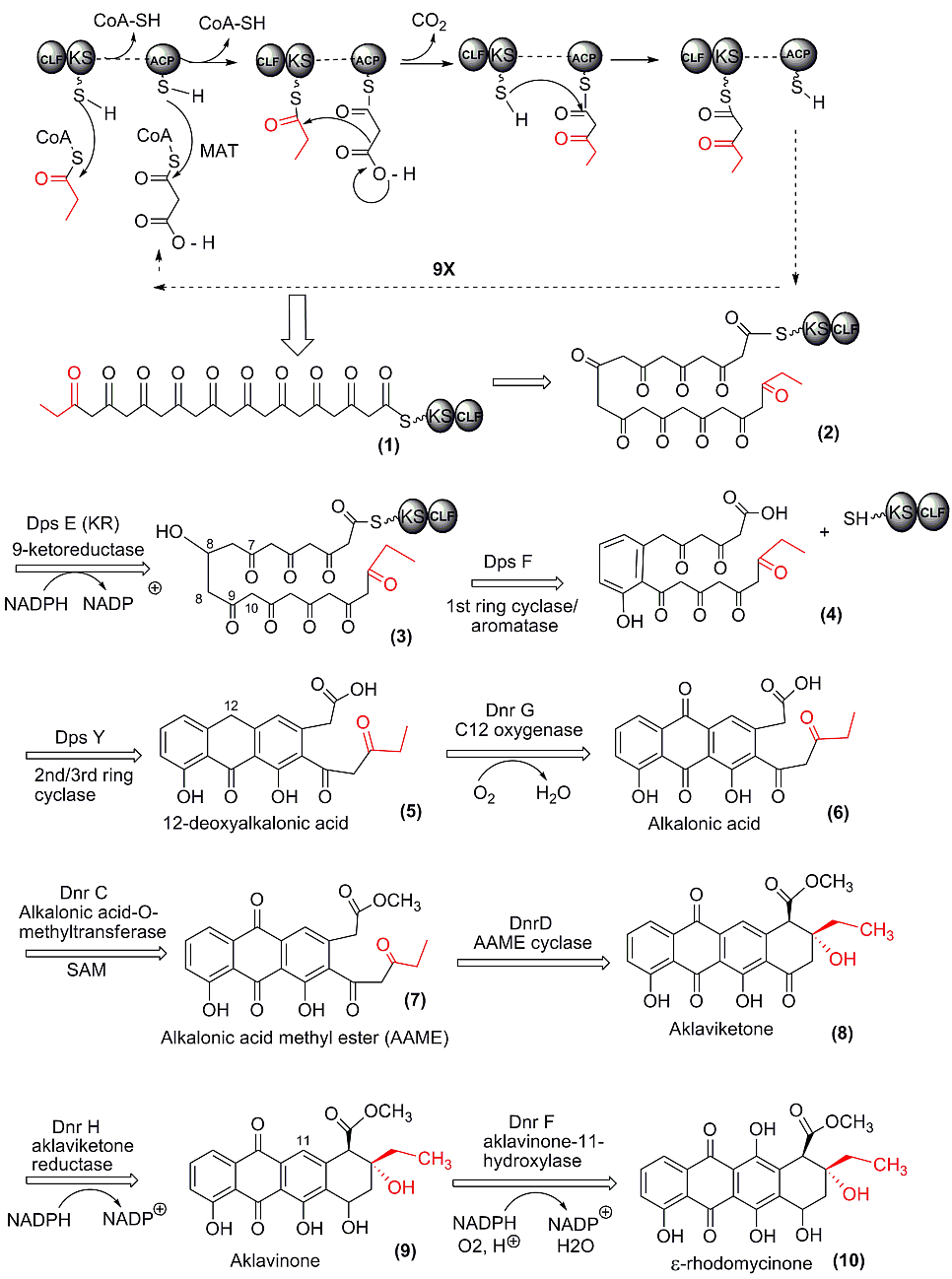
Biosynthèse d'un précurseur de la doxorubicine, l'є-rhodomycinone.
Les réactions de la polycétide synthase sont résumées en haut.

Une polycétide synthase est une enzyme multifonctionnelle ou un complexe enzymatique produisant des polycétides, une grande famille de métabolites secondaires chez les bactéries, les mycètes, les plantes et certaines lignées d'animaux. La biosynthèse des polycétides présente des ressemblances frappantes avec la biosynthèse des acides gras réalisée par l'acide gras synthase,. Les gènes codant les polycétide synthases sont organisés en opéron chez les bactéries et en clusters de gènes chez les eucaryotes.
On distingue trois types de polycétides synthases :
- type I, constitué de grandes enzymes multifonctionnelles,
- type II, constitué de complexes d'enzymes plus petites étant chacune monofonctionnelle,
- type III, constitué de polycétide synthases qui n'utilisent pas de domaine à ACP.

Les chaînes de polycétides en cours d'assemblage sont fixées à la polycétide synthase par une liaison thioester sur un groupe thiol. Cette liaison est rompue à la fin de la synthèse par hydrolyse ou par cyclisation (alcoolyse ou aminolyse). Le mécanisme d'allongement des chaînes serait le suivant :
- Une amorce, généralement l'acétyl-CoA ou la malonyl-CoA, est chargée par une acyltransférase sur le domaine ACP de l'unité d'amorçage, puis est transférée sur un résidu de cystéine d'un domaine cétosynthase.
- Une unité d'élongation, typiquement de la malonyl-CoA ou de la méthylmalonyl-CoA, est chargée par une acyltransférase sur le domaine ACP. Le complexe enzymatique catalyse alors une condensation de Claisen de l'amorce sur l'unité d'élongation : la cétosynthase est libérée et le domaine ACP est à présent lié à l'unité d'élongation elle-même condensée à l'amorce. Cet ensemble est ensuite transféré vers la cétosynthase, libérant le domaine ACP.
- Une unité d'élongation est chargée sur le domaine ACP, et une nouvelle condensation de Claisen se produit avec la chaîne de polycétide liée à la cétosynthase. Le produit formé, lié à l'ACP, est transféré sur la cétosynthase, et le cycle recommence.
- Des modifications peuvent intervenir sur la chaîne en cours d'allongement à chaque étape sous l'action d'autre enzymes pour introduire par exemple des hydroxyles ou des doubles liaisons.
- Une thioestérase intervient à la fin de la synthèse pour libérer la chaîne de polycétide liée au domaine ACP de la polycétide synthase.